# Happiness III
Happiness III è un singolo del cantautore britannico Steven Wilson, pubblicato il 14 ottobre 2016 come unico estratto dal secondo EP 4 ½.

## Descrizione
Le origini di Happiness III risalgono al 2003, anno in cui Wilson compose questo e altri brani per un film intitolato Deadwing, da lui scritto insieme a Mike Bennion. Alcuni di questi, Arriving Somewhere but Not Here e Lazarus, sono stati successivamente nell'album Deadwing dei Porcupine Tree del 2005.
Il brano è stato accantonato per anni a causa della sua struttura, giudicata troppo pop e semplice da Wilson, venendo infine registrato e ultimato nel 2014 in occasione delle sessioni di lavorazione del quarto album di Wilson, Hand. Cannot. Erase., dal quale è stato tuttavia scartato.

## Tracce
1. Happiness III (Edit) – 3:36 (Steven Wilson)
2. Space Oddity (Live) – 4:36 (David Bowie) – originariamente interpretata da David Bowie

## Formazione
Musicisti
- Steven Wilson – voce, chitarra acustica, assolo di chitarra
- Guthrie Govan – chitarra
- Nick Beggs – basso
- Adam Holzman – organo Hammond, pianoforte
- Marco Minnemann – batteria

Produzione
- Steven Wilson – produzione, missaggio
- Steve Orchad – ingegneria del suono